# Новоершовское сельское поселение
Новоершовское се́льское поселе́ние — муниципальное образование в Кизильском районе Челябинской области Российской Федерации. В рамках административно-территориального устройства муниципальное образование  соответствует административно-территориальной единице Новоершовский сельсовет.
Административный центр — посёлок Новоершовский.

## История
Статус и границы сельского поселения установлены Законом Челябинской области от 17 сентября 2004 года № 276-ЗО «О статусе и границах Кизильского муниципального района и сельских поселений в его составе» До 1 ноября 1990 года Новоершовское сельское поселение входило в состав Богдановского сельского поселения.

## Население
| 2002 | 2010 | 2011 | 2012 | 2013 | 2014 | 2015 |
| ---- | ---- | ---- | ---- | ---- | ---- | ---- |
| 861  | ↗864 | ↘862 | ↘832 | ↘817 | ↘792 | ↘772 |
| 2016 | 2017 | 2018 | 2019 | 2020 | 2021 |      |
| ↘738 | ↘714 | ↘689 | ↘680 | ↘669 | ↘556 |      |

## Состав сельского поселения
| № | Населённый пункт | Тип населённого пункта          | Население |
| - | ---------------- | ------------------------------- | --------- |
| 1 | Ершовский        | посёлок                         | ↘174      |
| 2 | Мусин            | посёлок                         | ↘158      |
| 3 | Новоершовский    | посёлок, административный центр | ↗532      |